# 两节豆
两节豆（学名：Dicerma biarticulatum）为豆科两节豆属下的一个种。